# الإنترنت في الريف
الإنترنت في الريف هو إمكانية الوصول إلى الإنترنت في المناطق الريفية  (يشار إلى هذه المناطق أيضا باسم «البلد»)، وهي مناطق أو أماكن تكون خارج المدن. يعيش أهلها في القرى، والنجوع ، المزارع، منازل نائية. الجبال وغيرها من التضاريس ما يمكن أن يعرقل سكان الريف من الوصول للإنترنت 
معظم سكان الريف يتصلون بالإنترنت باستخدام خدمة التردد الصوتي عبر مودم، ولكن النوعية الضعيفة لأبراج الإتصال في العديد من المناطق الريفية، والتي كثير منها تم تثبيتها وترقيتها عام 1930 و 1960، قد تحد من فعالية سرعات تحميل الملفات إلى 23-26 كيلوبايت أو أقل.  وذلك لأن العديد من هذه الخطوط تخدم عدد قليل نسبيا من العملاء، شركة صيانة الأعطاب الحاصلة على مستوى هذه الأبراج أو ترقيتها لتغطية أفضل، لا ترقى للمستوى المطلوب.
طرق اتصال بالانترنت في المناطق الريفية هي كالتالي:
- الإنترنت عبر الهاتف النقال
- الإنترنت عبر خطوط الكهرباء
- أرضية الإنترنت اللاسلكي
- الانترنت عبر الأقمار الصناعية
- خط اشتراك رقمي غير متماثل
- إنترنت الأشياء

## في الولايات المتحدة

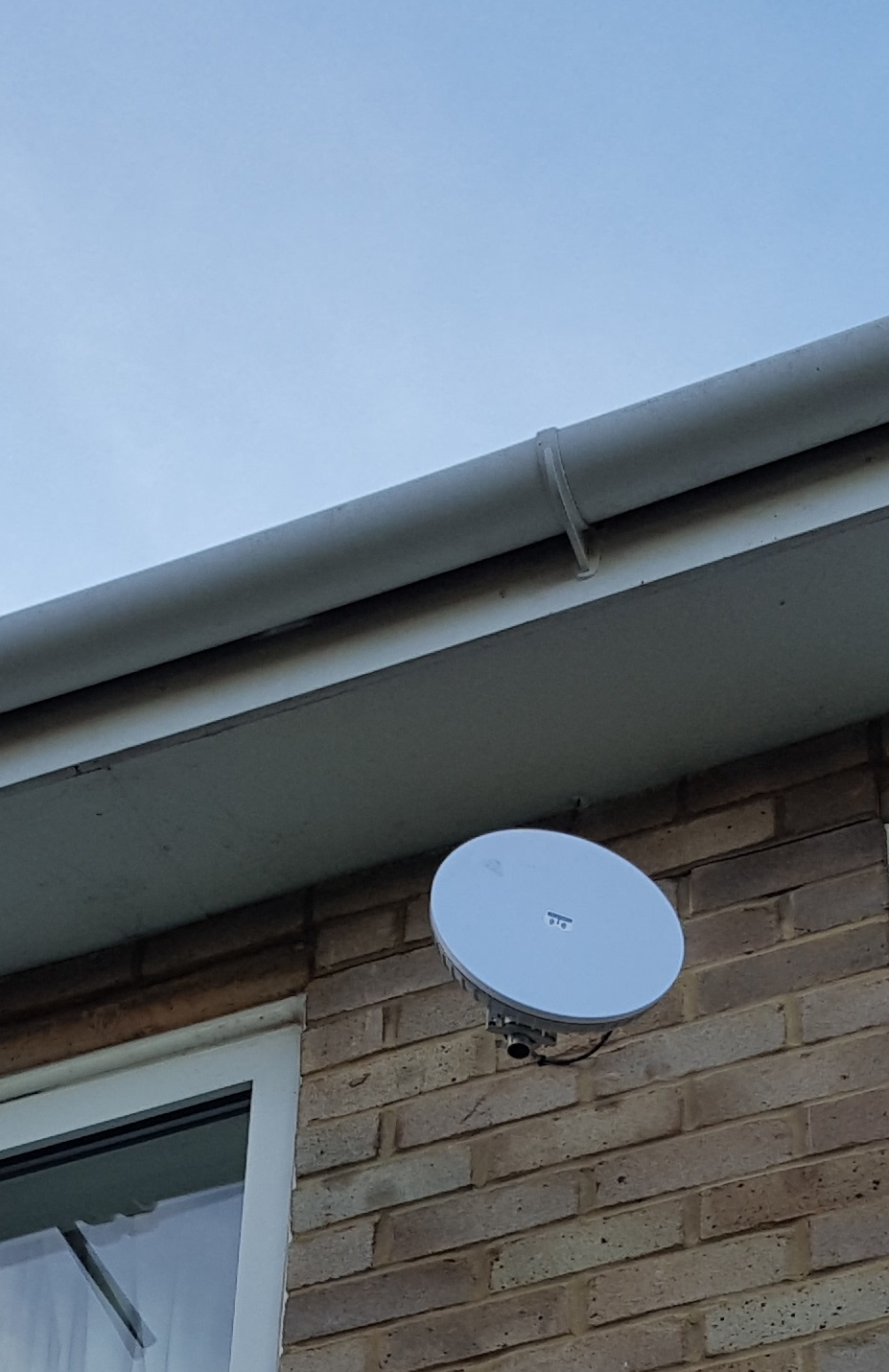
تم تثبيت راديو CPE من CableFree لتغطية الإنترنت الريفي في منطقة كوتسوولدز في المملكة المتحدة.

قادت دائرة البحوث الاقتصادية التباعة لوزارة الزراعة الأمريكية بإجراء العديد من الدراسات حول الإنترنت في الأرياف الأمريكية، وتوصّلت مجلة «الاتصالات والإنترنت في ريف أمريكا التابعة للوزارة» إلى «زيادة وتيرة استخدام الإنترنت من قبل الأسر الساكنة في المناطق الريفية والحضرية بصورة ملحوظة منذ عام 1990».
إحصاء آخر للإنترنت في الريف أجرته وزارة الزراعة الأمريكية. تم إجرائه بمراجعة البيانات منذ 2003 وجد أن «56 في المئة من عاملي المزارع تستخدم الإنترنت في حين أن 31 في المئة من العمال الريفيين استخدم الإنترنت في مكان عمله. فحسب» زادت التحديات الاقتصادية على مستوى الاتصالات في السنوات الأخيرة. يعيش الناس في المدن الداخلية في تقارب، وبالتالي فإن الوصول المستخدمين إلى شبكة الاتصال أقصر وأرخص في البناء والصيانة، في حين أن المناطق الريفية تتطلب المزيد من المعدات لكل مجموعة مستخدمين في كل جهة أو منطقة. ولكن حتى مع هذا التحدي فإن الطلب على خدمات الإنترنت في نمو مستمر.

## إنترنت الأشياء
بسبب سوء الاتصالات في معظم المناطق الريفية، حلول الطاقة المنخفضة مثل تلك التي تقدمها إنترنت الأشياء والتي تعتمد تحليل فعالية التكلفةا والتي تتميز بتكيفّها الجيد مع مختلف البيئات. مهام مثل مراقبة حالة وأعداد الماشية، وحالة المحاصيل وحمايتها من الآفات أنجزت بشكل تدريجي بواسطة اتصالات m2m Sigfox، أنظمة سيسكو وفوجيتسو فجعلت لنفسها مهاما كالخوض في السوق الزراعية، وتقديم حلول مبتكرة للمشاكل المشتركة لبلدان مثل الولايات المتحدة واليابان وايرلندا وأوروغواي.

## وصلات خارجية
- «الاتصالات الريفية.» (9 فبراير 2006). دائرة البحوث الاقتصادية. ل30 ديسمبر 2008.